# بیمارستان طالقانی (اهواز)
بیمارستان سوانح و سوختگی شیر و خورشید (طالقانی) اهواز در سال 1343 تاسیس شد، در سال 1358 فعالیت خود را در زمینه درمان بیماران سوختگی آغاز کرد و در سال 1397 به ساختمان جدید خودانتقال یافت.
این بیمارستان از جمله مراکز درمانی متعلق به شیر خورشید سرخ ایران بوده است. که بعد از انقلاب اسلامی با مصوبه هیات وزیران تحت مالکیت جمعیت هلال احمر حق بهره برداری با حفظ کاربری درمانی به وزارت بهداری وقت واگذار گردید.

## بخش‌های تخصصی
ICUسوختگی-سوختگی مردان-سوختگی زنان-جراحی عمومی-سوختگی اطفال-فوق تخصصی ـ جراحی ترمیمی—عفونی - اتاق عمل- بخش اورژانس
همجنین اعمال پیوند اعضای قطع شده به تازگی در این بیمارستان انجام شده که این بیمارستان را به یک مرکز جراحی اعضا قطع شده در استان تبدیل کرده‌است.

## بخش‌های پاراکلینیک و درمانگاه
آزمایشگاه طبی-رادیولوژی - درمانگاه ترک اعتیاد-درمانگاه اعصاب و روان (روانپزشکی)-درمانگاه پوست-درمانگاه داخلی-درمانگاه سوختگی-درمانگاه فوق تخصصی ـ جراحی ترمیمی- فیزیوتراپی

## استفاده از پرده آمنیون
در این بیمارستان از بافت پرده آمنیون برای درمان مناسب‌تر بیماران سوختگی به رایگان انجام و این پرده عنوان پوشش در زخم‌های سوختگی‌های درجه دو سطحی و دو عمقی برای درمان مورد بهتر استفاده می‌شود و همچنین از توسعه عفونت‌های سوختگی می‌کاهد.